# U-Bahnhof Düsseldorf Hauptbahnhof
Der U-Bahnhof Düsseldorf Hauptbahnhof ist ein unter dem Düsseldorfer Hauptbahnhof gelegener U-Bahnhof der Düsseldorfer Stadtbahn, der am 7. Mai 1988 dem Verkehr übergeben wurde.
Der Tunnelbahnhof ist ein wesentlicher Bestandteil des wichtigsten Knotenpunktes zwischen der Stadtbahn und dem Fern-, Regional- und S-Bahn-Verkehr der Eisenbahn, vier Straßenbahnlinien und zahlreichen Buslinien im Düsseldorfer Stadtgebiet. Etwa 170.000 Ein-, Aus- und Umsteiger je Werktag nutzten 2002 den U-Bahnhof.

## Lage

Lage im Stadtgebiet

Der U-Bahnhof liegt am südöstlichen Ende des Innenstadttunnels der Düsseldorfer Stadtbahn, durch den die erste und zweite Stammstrecke führen. Die im U-Bahnhof Oststraße unter der Friedrich-Ebert-Straße noch durch zwei Stockwerke geführten vier Gleise (zwei je Stockwerk) werden in Richtung Hauptbahnhof auf ein Niveau geführt, so dass die einstöckige Anlage unter dem Hauptbahnhof vier Gleise mit zwei Mittelbahnsteigen besitzt. Im weiteren Verlauf trennen sich die beiden Stammstrecken und führen einerseits zum U-Bahnhof Handelszentrum/Moskauer Straße und weiter nach Eller und andererseits zum U-Bahnhof Oberbilker Markt/Warschauer Straße und weiter nach Holthausen.

## Geschichte
Noch während der Bautätigkeiten an der Nordstrecke wurde damit begonnen den Innenstadttunnel zu errichten. Dabei wurde die Terminplanung zum Bau des U-Bahnhofs Düsseldorf Hbf eng vom Zeitplan zum Umbau des gesamten Hauptbahnhofs bestimmt. Zu dessen Fertigstellung im Jahr 1985 war auch der U-Bahnhof bereits fertiggestellt. Drei Jahre später, am 7. Mai 1988, wurde dieser gemeinsam mit dem gesamten Stadtbahnsystem in Betrieb genommen.

## Bahnhofsanlage
Die Gleise des U-Bahnhofs verlaufen im rechten Winkel zu den darüber befindlichen Gleisen der Eisenbahn. Ein Zwischengeschoss macht die einzelnen Gleise des Fern- und Regionalverkehrs zugänglich und beherbergt zahlreiche Geschäfte. Von diesem führen an vier Stellen Rolltreppen und feste Treppenanlagen zu den beiden hochflurigen Mittelbahnsteigen der Stadtbahn.
In östlicher Richtung befindet sich kurz hinter den Bahnsteigen eine viergleisige Abstellanlage.

## Verkehr

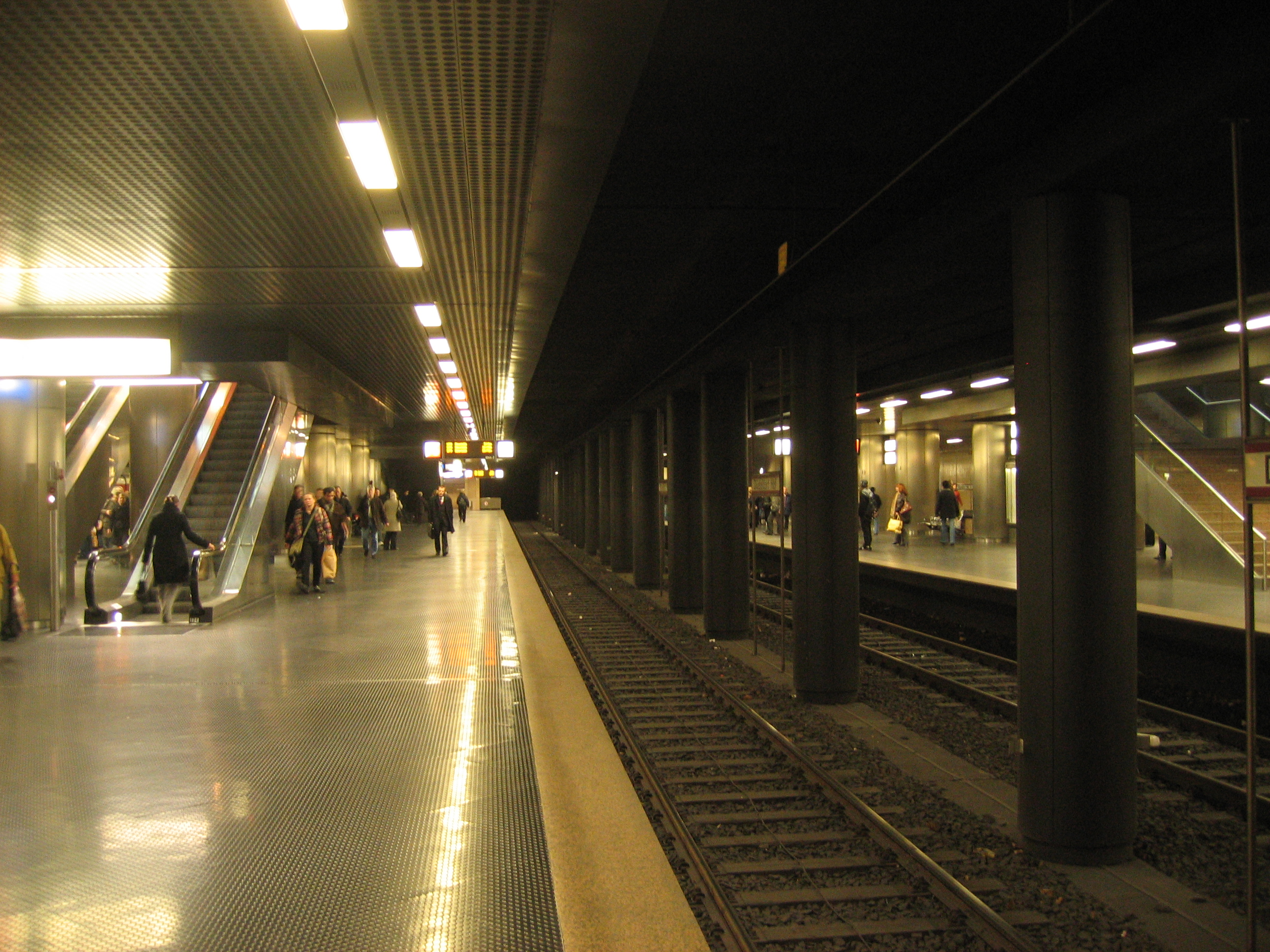
Blick in die Bahnsteigebene

Der U-Bahnhof Düsseldorf Hauptbahnhof befindet sich auf der ersten und zweiten Stammstrecke des Düsseldorfer Stadtbahnnetzes. Alle sieben auf diesen Strecken verkehrenden Linien bedienen den Bahnhof. Von diesen enden die Linien U 70 und U 78 an dieser Station. Neben den Umsteigemöglichkeiten zwischen den einzelnen Stadtbahnlinien bestehen am Hauptbahnhof zahlreiche weitere Umsteigebeziehungen im Netz des Düsseldorfer Nahverkehrs und darüber hinaus. Insgesamt bedienen vier Straßenbahn- sowie weitere 16 Buslinien die oberirdisch gelegenen Haltestellen auf dem Konrad-Adenauer-Platz. Hinzu kommen sechs Linien der S-Bahn Rhein-Ruhr und weitere Verbindungen im Regional- und Fernverkehr.
Über die Expresslinie aus Krefeld und die weiteren ergänzenden Linien aus Meerbusch und Neuss werden die linksrheinisch gelegenen Nachbarstädte sowie die Stadtteile Lörick, Heerdt und Oberkassel erreicht. Über die Linie aus Duisburg werden die Nachbarstadt sowie die nördlichen Stadtteile Wittlaer, Kaiserswerth und Lohausen erreicht. Die in Stockum abzweigende Linie zur ESPRIT arena bindet diese sowie das Düsseldorfer Messegelände an. In Richtung Altstadt besteht die Verbindung zum zentralen Umsteigepunkt Heinrich-Heine-Allee. Dort sind Umsteigemöglichkeiten zur dritten Stammstrecke, der sogenannten Wehrhahn-Linie, vorhanden. Im weiteren Verlauf der ersten und zweiten Stammstrecke werden die südöstlich gelegenen Stadtteile Lierenfeld, Eller, Oberbilk, Wersten, Holthausen und Benrath, sowie die Heinrich-Heine-Universität und der Botanische Garten angebunden.
Bis auf eine Ausnahme werden alle Stadtbahnlinien von der Düsseldorfer Rheinbahn alleine bedient. Die Ausnahme bildet die Linie U 79, welche gemeinsam mit der Duisburger Verkehrsgesellschaft betrieben wird. So verkehren auf der Linie U 79 seitens der Duisburger Verkehrsgesellschaft hochflurige Stadtbahnfahrzeuge des Typs B80C. Zusätzlich werden hier wie auch auf allen anderen Linien Wagen des Typs B80D, ebenfalls hochflurig, eingesetzt. Auf den Linien U 75 und U 77 verkehren außerdem auch aus Straßenbahnwagen des Typs GT8S umgebaute Fahrzeuge des Typs GT8SU.
Im Nahverkehrsplan 2002–2007 der Stadt Düsseldorf ist die Einführung einer neuen Stadtbahnlinie U 80 vorgesehen. Für diese ist der Bau einer Umfahrung der Düsseldorfer Messe mit einem neuen U-Bahnhof Messe-Süd notwendig. Wenn diese Maßnahme realisiert werden sollte, ist der U-Bahnhof Düsseldorf Hauptbahnhof als Endpunkt dieser Linie vorgesehen.
Seit September 2015 läuft das Planfeststellungsverfahren für die Stammstrecke 5, auf der die U82 von Düsseldorf Hbf über Heinrich-Heine-Allee und Freiligrathplatz zum Flughafen Düsseldorf fahren soll. Neu gebaut werden sollen eine Brücke vom Freiligrathplatz über den Nordstern und dann ein Tunnel zum Flughafenterminal mit einer U-Bahn-Haltestelle dort. Die Stadt plant den Baubeginn für Ende 2019[veraltet] und die Inbetriebnahme für das Jahr 2025[veraltet]. Der U-Bahnhof Hauptbahnhof soll Endstation der Linie werden.
Folgende Stadtbahnlinien bedienen den U-Bahnhof:
| Linie | Verlauf | Takt                                      |
| ----- | --- | ----------------------------------------- |
|       | Krefeld, Rheinstraße – Krefeld Hbf – Dießem – Königshof – KR-Fischeln, Grundend – Meerb.-Osterath, Hoterheide – Bovert – Haus Meer – Büderich, Landsknecht – D-Lörick – Prinzenallee – Belsenplatz – Tonhalle/Ehrenhof – U Heinrich-Heine-Allee – U Steinstraße/Königsallee – U Oststraße – U Düsseldorf Hbf ← U D-Handelszentrum/Moskauer Straße Hochflurbetrieb der Rheinbahn; ehemalige K-Bahn; ergänzender Schnellverkehr zur Linie U 76 während der HVZ; es werden nicht alle Haltestellen der Linie U 76 bedient. | 20 min                                    |
|       | Neuss Hbf – Blücherstraße – NE Am Kaiser – D-Heerdt, Vogesenstraße – Handweiser – Aldekerkstraße – Heesenstraße – Nikolaus-Knopp-Platz – Dominikus-Krankenhaus – Drusustraße – Belsenplatz – Barbarossaplatz – Luegplatz – Tonhalle/Ehrenhof – U Heinrich-Heine-Allee – U Steinstraße/Königsallee – U Oststraße – U Düsseldorf Hbf – U Handelszentrum/Moskauer Straße – U Kettwiger Straße – Ronsdorfer Straße – Lierenfeld, Betriebshof – Schlesische Straße – Jägerstraße – D-Eller Mitte – Alt Eller – D-Eller, Vennhauser Allee Hochflurbetrieb der Rheinbahn; Linie gehört zum Düsseldorfer Nachtnetz; Abweichender Takt: Mo–Fr 21–0 Uhr, Sa 7–9, So 8–20 Uhr alle 15 min; So 5–9 Uhr alle 30 min | 10 min                                    |
|       | Krefeld, Rheinstraße1 – Krefeld Hbf – Dießem – Königshof – Fischeln – KR-Fischeln, Grundend – Osterath, Görgesheide2 – Hoterheide – Kamperweg – Bovert – Haus Meer – Forsthaus – Büderich, Landsknecht – Düsseldorf-Lörick3 – Löricker Straße – Lohweg – Prinzenallee – Heerdter Sandberg – Comenius-Gymnasium – Belsenplatz – Barbarossaplatz – Luegplatz – Tonhalle/Ehrenhof – U Heinrich-Heine-Allee – U Steinstraße/Königsallee – U Oststraße – U Düsseldorf Hbf – U Oberbilker Markt/Warschauer Straße – U Ellerstraße – U D-Oberbilk – Kaiserslautener Straße – Provinzialplatz – Werstener Dorfstraße – Opladener Straße – Ickerswarder Straße – Elbruchstraße – D-Holthausen4 Hochflurbetrieb der Rheinbahn; ehemalige K-Bahn; Abschnitt 3–4 dieser Linie gehört zum Düsseldorfer Nachtnetz; in den Schulferien gilt ein besonderer Fahrplan. Abweichender Takt: Abschnitt 3–4: Mo–Sa 21–0 Uhr und So alle 15 Minuten; Abschnitt 1–3: Mo–Sa 21–0 Uhr und So alle 30 Minuten | 20 min (1-3) 10 min (3-4)                 |
|       | D-Lörick, Am Seestern – Prinzenallee – Heerdter Sandberg – Comenius-Gymnasium – Belsenplatz – Barbarossaplatz – Luegplatz – Tonhalle/Ehrenhof – U Heinrich-Heine-Allee – U Steinstraße/Königsallee – U Oststraße – U Düsseldorf Hbf – U Handelszentrum/Moskauer Straße – U Kettwiger Straße – Ronsdorfer Straße – Lierenfeld, Betriebshof Hochflurbetrieb der Rheinbahn; verkehrt nur Mo–Fr 5–21 Uhr und Sa 8–21 Uhr | 10 min                                    |
|       | Merkur Spiel-Arena/Messe Nord ( ← Sportpark Nord/Europaplatz ) – Mörikestraße – Freiligrathplatz – Messe Ost/Stockumer Kirchstraße – Nordpark/Aquazoo – Reeser Platz – Theodor-Heuss-Brücke – Golzheimer Platz – Kennedydamm – U Victoriaplatz/Klever Straße – U Nordstraße – U Heinrich-Heine-Allee – U Steinstraße/Königsallee – U Oststraße – U Düsseldorf Hbf Hochflurbetrieb der Rheinbahn; Linie gehört nicht zum Düsseldorfer Nachtnetz Abweichender Takt: Mo–Fr 19–20 Uhr, Sa–So 8–20 Uhr alle 15 min, täglich 20–22 Uhr alle 30 min; Bedienung der Haltestelle Sportpark Nord/Europaplatz Mo–Sa 8–20 Uhr und So 9–20 Uhr im 30-Minuten-Takt aber nicht an Messetagen und bei Veranstaltungen in der Arena; Linie verkehrt an Messetagen auch Sa und So ab 7:30 Uhr im 10-Minuten-Takt. | 10 min                                    |
|       | ( U DU-Meiderich Bf 1 – U Auf dem Damm – ) U Duissern2 – U Duisburg Hbf – U König-Heinrich-Platz – U Steinsche Gasse – Platanenhof – Musfeldstraße – Kremerstraße – Karl-Jarres-Straße – Grunewald – Grunewald Betriebshof – Kulturstraße – Im Schlenk – Waldfriedhof – Münchener Straße – Sittardsberg – Mühlenkamp – St. Anna Krankenhaus – Angerbogen (nie in Betrieb genommen) – DU-Kesselsberg3 – D-Froschenteich – Wittlaer4 – Am Mühlenacker – Kalkumer Schlossallee – Klemensplatz – Kittelbachstraße – Alte Landstraße – Lohausen – Freiligrathplatz – Messe Ost/Stockumer Kirchstraße – Nordpark/Aquazoo – Reeser Platz – Theodor-Heuss-Brücke – Golzheimer Platz – Kennedydamm – U Victoriaplatz/Klever Straße – U Nordstraße – U Heinrich-Heine-Allee – U Steinstraße/Königsallee – U Oststraße – U Düsseldorf Hbf 5 (– U Oberbilker Markt/Warschauer Straße – U Ellerstraße – U D-Oberbilk – Kaiserslauterner Straße – Provinzialplatz – Werstener Dorfstraße – Südpark – D-Universität Ost/Botanischer Garten6 ) Hochflurbetrieb der Rheinbahn und DVG; ehemalige D-Bahn; Abschnitt 4–5 gehört zum ; in den Schulferien gilt ein besonderer Fahrplan. 15-Minuten-Takt auch im Abschnitt 2–6 Sa 5–19 Uhr und im Abschnitt 4–5 Mo–Fr 21–0 Uhr (ab 29.08.2018, davor 20–0 Uhr), Sa 20–0 Uhr und So 5–0 Uhr 30-Minuten-Takt im Abschnitt 2–6 Mo–Fr 19–22 Uhr und Sa 7–20 Uhr und im Abschnitt 1–2 Sa 9–18 Uhr und So 12–19 Uhr | 15 min (1–3) 10/20 min (3–4) 10 min (4–6) |

Zu folgenden Straßenbahnlinien besteht eine Umstiegsmöglichkeit:

Logo der Stadtbahn Rhein-Ruhr

| Linie | Linienverlauf |
| ----- | --- |
| 704   | Derendorf Nord, Merziger Straße1 – Rather Str./Hochschule HSD – Derendorf, St. Vinzenz-Krankenhaus – Pempelfort, Stockkampstraße – Pempelforter Straße – Worringer Platz – Hauptbahnhof – Friedrichstadt, Helmholtzstraße – Morsestraße – Bilk, Karolingerplatz – Uni-Kliniken 2 – Universität Nord/Christophstraße 3 Betrieb im Standardtakt der Düsseldorfer Straßenbahnen; Abschnitt 3–4 wird nur an Sonn- und Feiertagen 13–19 Uhr bedient; weitere Haltestellen nur im Abschnitt 1–2, aber alle Umsteigehaltestellen sind aufgeführt. |
| 707   | D-Unterrath 1 – Unterrath, Eckener Straße – Großmarkt – Johannstraße – Derendorf, Spichernplatz – Pempelfort, Dreieck2 ← Venloer Straße – Marienhospital – Pempelfort, Schloss Jägerhof – Stadtmitte, Jacobistraße3 (Pempelforter Straße , 200 m) – Stadtmitte, Charlottenstraße/Oststraße – Hauptbahnhof – Friedrichstadt, Helmholtzstraße – Morsestraße – Bilker Allee/Friedrichstraße (D-Bilk , 200–300 m) – Unterbilk, Bilker Kirche – Franziusstraße – Medienhafen, Kesselstraße4 Betrieb im Standardtakt der Düsseldorfer Straßenbahnen; weitere Haltestellen nur in den Abschnitten 1–2 und 3–4, aber alle Umsteigehaltestellen sind aufgeführt. |
| 708   | Mörsenbroich, Heinrichstraße – Düsseltal, Hansaplatz – Grunerstraße – Brehmplatz – Düsseltal, Schillerplatz – Uhlandstraße – Flingern-Nord, Birkenstraße – Stadtmitte, Worringer Platz – Hauptbahnhof – Stresemannplatz – Stadtmitte, Berliner Allee – Graf-Adolf-Platz – Poststraße – Landtag/Kniebrücke – Unterbilk, Polizeipräsidium Verkehrt nur Mo–Fr 6–22 Uhr alle 20 min; keine weiteren Haltestellen |
| 709   | Gerresheim, Krankenhaus 1 – Auf der Hardt/LVR-Klinikum – Grafenberg, Staufenplatz 2 – Schlüterstraße/Arbeitsagentur – Flingern – Flingern-Nord, Birkenstraße – Stadtmitte, Worringer Platz – Hauptbahnhof – Stadtmitte, Berliner Allee3 – Graf-Adolf-Platz – Landtag/Kniebrücke – Unterbilk, Stadttor – Unterbilk, Bilker Kirche – D-Völklinger Straße 4 – Südfriedhof5 – Düsseldorf, Josef-Kardinal-Frings-Brücke – Neuss, Rheinpark-Center Süd – Neuss Stadthalle/Museum6 – Neuss, Markt – Neuss Hbf – Neuss, Theodor-Heuss-Platz7 Betrieb im Standardtakt der Düsseldorfer Straßenbahnen mit folgenden Abweichungen: während der HVZ im Abschnitt 2–5 alle 5 min; Sa 10–20 Uhr im Abschnitt 1–6 alle 10 min und Abschnitt 6–7 kein Betrieb; Mo–So ab 21 Uhr Abschnitt 6–7 alle 30 min; weitere Haltestellen nur in den Abschnitten 1–2 und 5–7, aber alle Umsteigehaltestellen sind aufgeführt. |